# Melocactus concinnus
Melocactus concinnus là một loài thực vật có hoa trong họ Cactaceae. Loài này được Buining & Brederoo mô tả khoa học đầu tiên năm 1972.